# Février 1893

## Événements
- 10 février (Japon) : une admonition de l’empereur prie les fonctionnaires de contribuer à la construction d’une flotte de guerre. Ils doivent renoncer à un dixième de leurs ressources afin d’épargner pendant six ans 300 000 yens par an sur les dépenses de la couronne.

- 12 février[1] : le négus d’Éthiopie Ménélik II dénonce le traité d'Ucciali de 1889. Désireux de s’affranchir de la tutelle italienne, l’empereur rembourse un prêt de quatre millions, mais conserve un important stock d’armes reçu à titre de reconnaissance.

- 13 février (Royaume-Uni) : Gladstone présente un second projet de Home Rule, rétablissant une représentation irlandaise à Westminster ; accepté par les Communes, il est refusé par les Lords.

- 18 février : fondation de l’Alliance des agriculteurs en Allemagne, formée par les grands propriétaires terriens conservateurs, qui entendent défendre leurs intérêts devant le Parlement. Deuxième organisation de masse derrière la social-démocratie, unie au parti conservateur, l’Alliance empêchera une réforme du système électoral et apportera son soutien aux pangermanistes.

## Naissances
- 2 février : Sühbaataryn Yanjmaa femme politique, présidente de la Mongolie († 1963).
- 3 février : Gaston Julia, mathématicien français.
- 5 février : Roman Ingarden, philosophe polonais († 14 juin 1970).
- 9 février : Maurice Mareels, peintre belge († 14 octobre 1976).
- 26 février : Dorothy Whipple, romancière anglaise († 14 septembre 1966).
- 27 février : Ralph Linton, anthropologue américain († 24 décembre 1953).

## Décès
- 14 février : Ludwig Lindenschmit père, préhistorien, peintre et dessinateur allemand (° 4 septembre 1809).